# Passepied

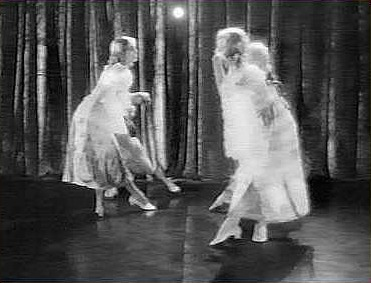
Passepied de l'opéra-entracte
L'Os de chagrin.

Le passepied (ou passe-pied, ou Pach-pi en breton, ou Passe-pîd en wallon) est une danse traditionnelle européenne. Suivant les versions, régions et milieux sociaux de pratique, il peut s'agir d'une danse à trois ou quatre temps. Le mot est attesté dès 1532. Elle est encore dansée, entre autres en Bretagne.
Le passepied désigne également la musique qui accompagne et rythme la danse. En musique classique, il est généralement de signature 
 ou 
 et comporte des hémioles destinées à induire de courts passages binaires dans ce mouvement ternaire. Cette danse apparaît parfois dans la suite, souvent placée entre la sarabande et la gigue.
Exemples de passepieds :
- Jean-Sébastien Bach :
  - Suite anglaise no 5 en mi mineur (BWV 810),
  - Partita pour clavier no 5 en sol majeur (BWV 829),
  - Ouverture pour orchestre no 1 en ut majeur (BWV 1066) ;
- Claude Debussy :
  - Suite bergamasque, quatrième mouvement (mais cette pièce à 4 temps n'a de lien avec la danse décrite ici que son titre[2]).

Mme de Sévigné a décrit plusieurs fois dans ses lettres les figures du passe-pied.

## En Bretagne
Thoinot Arbeau dans son Orchésographie assimile passepied et trihori, probablement à tort. Si cette dernière danse est bien l'ancêtre de la dañs tro (gavotte), il ne semble pas qu'on puisse établir un lien avec le passepied. Mentionné dès le XVIe siècle, les auteurs s'accordent toujours sur son origine bretonne. À cette époque, il est encore en vogue dans l'aristocratie : en 1689, Mme de Sévigné assiste à une démonstration de passepied par le fils et la bru du sénéchal de Rennes. Il est très difficile cependant de préciser la nature du lien entre passepied de cour et passepied de tradition populaire.
Le passepied de tradition populaire qui est parvenu jusqu'à nous est une ronde qui alterne deux parties. La  première est un déplacement vers la gauche, en pas de marche ou de galop, la seconde s'effectuant sur place, avec le pas spécifique qui la caractérise. Danse de fonds ancien, sa pratique a subsisté dans quelques aires géographiques qui ne l'ont pas supplanté avec des danses nouvelles, sans qu'il ne soit en fin de tradition populaire la danse principale. Ailleurs, outre son remplacement par de nouvelles danses, de simples airs à marcher ont pu prendre sa place, comme dans le nord de l'Ille-et-Vilaine.
Il existe encore en danse autonome, par exemple le passepied dit « de Plaintel » ou encore le bal paludier. Mais il a également été intégré dans des suites de danse :
- dans la suite de Loudéac du fest-noz moderne, il forme le quatrième mouvement et est appelé riqueniée ;
- dans la suite Treger, il forme le troisième mouvement (mais avec les hommes à l'extérieur et les femmes dans la ronde intérieure) ;
- dans une suite de gavotte, il peut remplacer le bal (deuxième mouvement) ou former un quatrième mouvement supplémentaire (à la manière de la gavottenn podou fer). On l'appelle alors le pach-pi.

## En Belgique
En Wallonie, on connaît également une forme de danse appelée passepied (ou passepîd) dans la région de Liège.